# Puerto Manzano

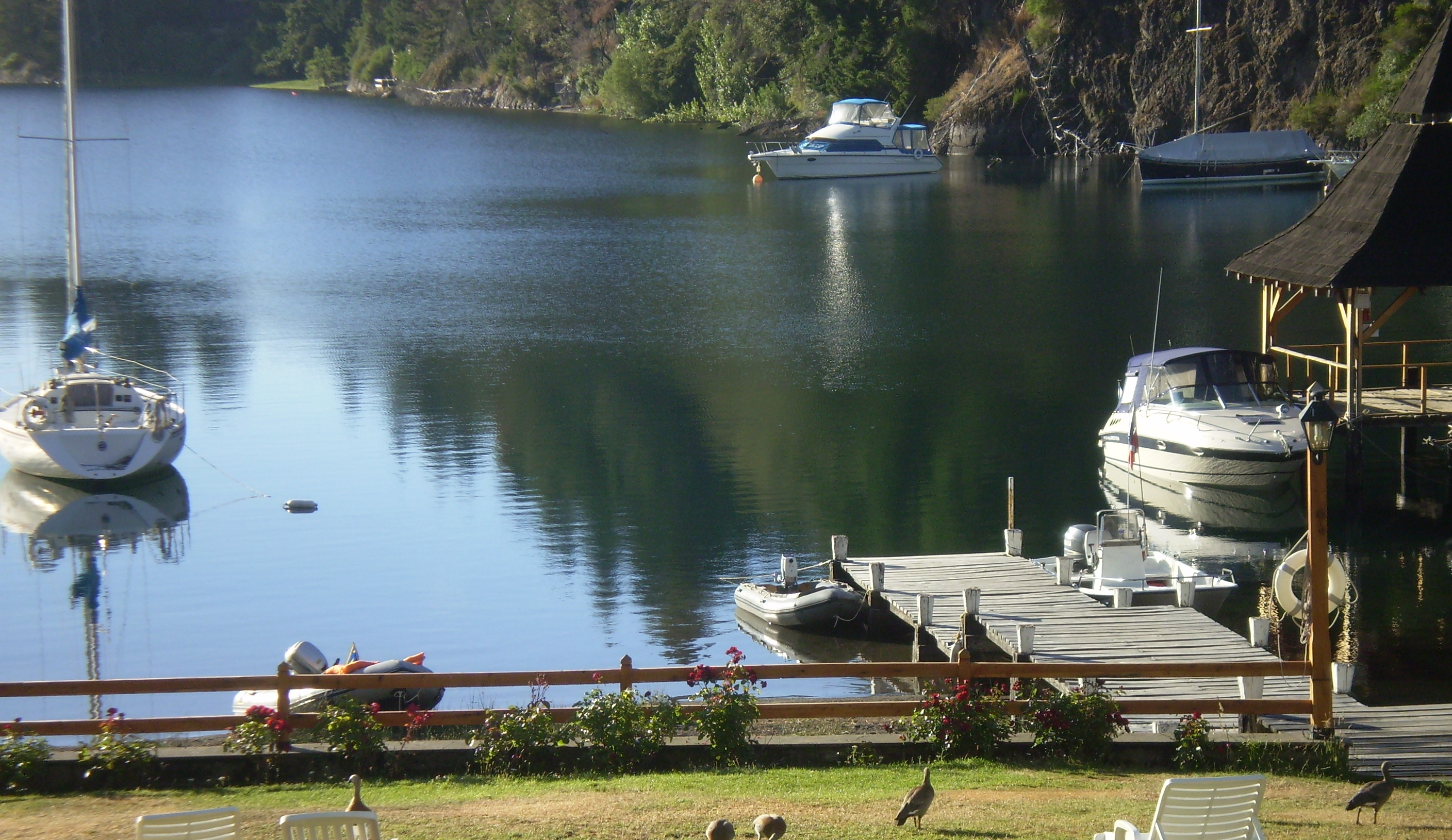
Vista del lago Nahuel Huapi desde Puerto Manzano.

Puerto Manzano es un barrio de la localidad de Villa La Angostura, provincia del Neuquén, Argentina, caracterizado por la gran cantidad de hoteles, cabañas y casas de verano sobre un brazo que se extiende sobre el lago Nahuel Huapi. Se encuentra aproximadamente a 7 km del centro de Villa La Angostura.